# Terebelliformia
Terebelliformia zijn een onderorde van borstelwormen.

## Families
- Alvinellidae Desbruyères & Laubier, 1986
- Ampharetidae Malmgren, 1866
- Pectinariidae Quatrefages, 1866
- Terebellidae Johnston, 1846
- Trichobranchidae Malmgren, 1866

### Synoniemen
- Telothelepodidae Nogueira, Fitzhugh & Hutchings, 2013 => Terebellidae Johnston, 1846
- Amphictenidae Grube, 1850 => Pectinariidae Quatrefages, 1866